# Groupe volcanique Tokachi

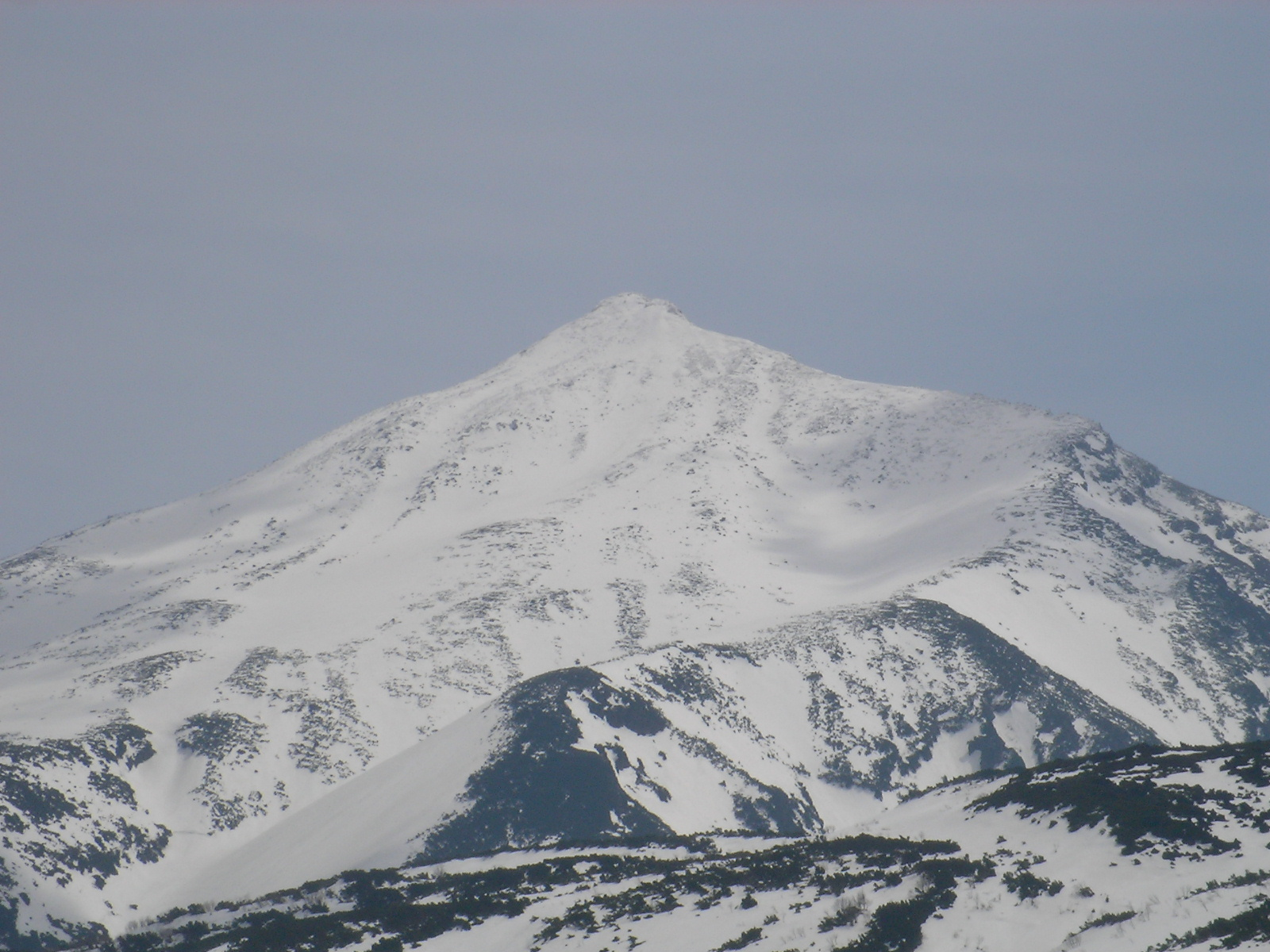
Le mont Tokachi, plus haut sommet du groupe.

Le groupe volcanique Tokachi (十勝火山群, Tokachi-kazangun) est composé pour l'essentiel de stratovolcans disposés le long d'un axe sud-ouest/nord-est sur l'île de Hokkaidō au Japon.
Le groupe se trouve dans l'arc des Kouriles de la ceinture de feu du Pacifique. Il est constitué de stratovolcans et de dômes de lave composés d'andésite, de basalte et de  dacite. Le groupe tient son nom du sommet le plus élevé du groupe, le mont Tokachi qui culmine à 2 077 m d'altitude.
L'activité volcanique la plus récente est concentrée sur l'extrémité nord-ouest.

## Principaux sommets
| Nom                                                                 | Altitude | Type         |
| ------------------------------------------------------------------- | -------- | ------------ |
| Mont Tokachi (十勝岳, Tokachi-dake)                                 | 2 077 m  | Stratovolcan |
| Mont Biei (美瑛岳, Biei-dake)                                       | 2 052 m  | Stratovolcan |
| Mont Oputateshike (オプタテシケ山, Oputateshike-yama)               | 2 012 m  |              |
| Mont Kamihorokamettoku (上ホロカメットク山, Kami-horokamettoku-san) | 1 920 m  | Stratovolcan |
| Mont Furano (富良野岳, Furano-dake)                                 | 1 912 m  | Stratovolcan |
| Biei Fuji (美瑛富士, Biei-fuji)                                     | 1 888 m  | Stratovolcan |
| Mont Bebetsu (ベベツ岳, Bebetsu-dake)                               | 1 860 m  | -            |

Parmi les autres pics figurent :
- le Chuo-Kakokyu, cône ;
- le Ko-Tokachi-dake, stratovolcan ;
- le Mae-Tokachi-dake, stratovolcan ;
- le Maru-Yama, cône ;
- le Nokogiri-dake, stratovolcan ;
- le Suribachi-Kakokyu, cône ;
- le Tairaga-dake, stratovolcan.